# Макміллін (Вашингтон)
Макміллін (англ. McMillin) — переписна місцевість (CDP) в США, в окрузі Пірс штату Вашингтон. Населення — 1624 особи (2020).

## Географія
Макміллін розташований за координатами 47°7′34″ пн. ш. 122°14′7″ зх. д. / 47.12611° пн. ш. 122.23528° зх. д. (47.126003, -122.235252).  За даними Бюро перепису населення США в 2010 році переписна місцевість мала площу 4,43 км², з яких 4,28 км² — суходіл та 0,15 км² — водойми.

## Демографія
Згідно з переписом 2010 року, у переписній місцевості мешкало 1547 осіб у 595 домогосподарствах у складі 482 родин. Густота населення становила 349 осіб/км².  Було 631 помешкання (142/км²).
Расовий склад населення:
| - 89,7 % — білих - 2,3 % — азіатів - 1,0 % — корінних американців - 0,7 % — чорних або афроамериканців - 0,1 % — вихідців з тихоокеанських островів - 1,5 % — осіб інших рас |

До двох чи більше рас належало 4,7 %. Частка іспаномовних становила 4,8 % від усіх жителів.
За віковим діапазоном населення розподілялося таким чином: 22,3 % — особи молодші 18 років, 61,2 % — особи у віці 18—64 років, 16,5 % — особи у віці 65 років та старші. Медіана віку мешканця становила 44,5 року. На 100 осіб жіночої статі у переписній місцевості припадало 95,1 чоловіків;  на 100 жінок у віці від 18 років та старших — 94,8 чоловіків також старших 18 років.
Середній дохід на одне домашнє господарство  становив 92 806 доларів США (медіана — 81 111), а середній дохід на одну сім'ю — 104 964 долари (медіана — 90 781). Медіана доходів становила 64 825 доларів для чоловіків та 48 667 доларів для жінок. За межею бідності перебувало 5,8 % осіб, у тому числі 10,8 % дітей у віці до 18 років та 2,7 % осіб у віці 65 років та старших.
Цивільне працевлаштоване населення становило 736 осіб. Основні галузі зайнятості: освіта, охорона здоров'я та соціальна допомога — 22,7 %, виробництво — 12,4 %, мистецтво, розваги та відпочинок — 12,4 %.